# Pyribencarb
Pyribencarb ist eine chemische Verbindung aus der Gruppe der Carbamate und Pyridine.

## Eigenschaften
Pyribencarb ist ein weißer Feststoff, der gering löslich in Wasser ist.

## Verwendung
Pyribencarb wird als Fungizid verwendet. Es wurde von Kumiai und Ihara gegen Grauschimmelfäule und Sklerotienbecherlinge entwickelt und ist strukturell dem Strobilurin ähnlich. Die Wirkung beruht auf der Hemmung des Mitochondrialem bc1-Komplexes.